# Наванг Дендуп
Наванг Дендуп (англ. Nawang Dhendup, нар. 7 грудня 1986) — бутанський футболіст, півзахисник клубу «Друк Старз».
Також виступав, зокрема, за клуби «Транспорт Юнайтед», «Нью Роуд Тім» та «Транспорт Юнайтед», а також національну збірну Бутану.

## Клубна кар'єра
У дорослому футболі дебютував 2005 року виступами за команду клубу «Транспорт Юнайтед», в якій провів один сезон. 
Своєю грою за цю команду привернув увагу представників тренерського штабу непальського клубу «Нью Роуд Тім», до складу якого приєднався 2006 року. Відіграв за команду з Непалу наступний сезон своєї ігрової кар'єри.
2007 року повернувся до клубу «Транспорт Юнайтед». Цього разу провів у складі його команди один сезон. 
До складу клубу «Друк Старз» приєднався 2009 року. 

## Виступи за збірну
2005 року дебютував в офіційних матчах у складі національної збірної Бутану, за яку до 2011 року провів 27 матчів.